# Шестеринська сільська рада
Шестери́нська сільська́ ра́да — адміністративно-територіальна одиниця та орган місцевого самоврядування в Лисянському районі Черкаської області. Адміністративний центр — село Шестеринці.

## Загальні відомості
- Населення ради: 455 осіб (станом на 2001 рік)

## Населені пункти
Сільській раді підпорядковані населені пункти:
- с. Шестеринці

## Склад ради
Рада складається з 14 депутатів та голови.
- Голова ради: Фесенко Василь Володимирович
- Секретар ради: Браславець Іванна Василівна

### Керівний склад попередніх скликань
| Прізвище, ім'я, по батькові  | Основні відомості                                                         | Дата обрання | Дата звільнення |
| ---------------------------- | ------------------------------------------------------------------------- | ------------ | --------------- |
| Фесенко Василь Володимирович | Сільський голова, 1975 року народження, освіта вища, член Народної партії | 26.03.2006   | 31.10.2010      |
| Фесенко Василь Володимирович | Сільський голова, 1975 року народження, освіта вища, член Партії регіонів | 31.10.2010   |                 |

Примітка: таблиця складена за даними сайту Верховної Ради України

### Депутати
За результатами місцевих виборів 2010 року депутатами ради стали:

#### За суб'єктами висування
| Суб'єкт висування                                       | Кількість обраних депутатів | %    |
| ------------------------------------------------------- | --------------------------- | ---- |
| Самовисування                                           | 9                           | 64,3 |
| Комуністична партія України                             | 2                           | 14,3 |
| Партія регіонів                                         | 2                           | 14,3 |
| Політична партія Всеукраїнське об'єднання «Батьківщина» | 1                           | 7,1  |

#### За округами
| № округу                                                | Прізвище, ім'я, по батькові     | Дата визнання обраним | Освіта  | Партійна приналежність                        | Відомості про обраного депутата          |
| ------------------------------------------------------- | ------------------------------- | --------------------- | ------- | --------------------------------------------- | ---------------------------------------- |
| Комуністична партія України                             |                                 |                       |         |                                               |                                          |
| 3                                                       | Сюрменко Світлана Анатоліївна   | 01.11.2010            | середня | позапартійна                                  | Шестеринський НВК, вихователь            |
| 7                                                       | Шпак Володимир Сергійович       | 01.11.2010            | середня | позапартійний                                 | Шестеринський НВК, слюсар                |
| Партія регіонів                                         |                                 |                       |         |                                               |                                          |
| 2                                                       | Штанько Микола Олександрович    | 01.11.2010            | середня | позапартійний                                 | тимчасово не працює                      |
| 10                                                      | Браславець Іванна Василівна     | 01.11.2010            | вища    | позапартійна                                  | Шестеринська сільська рада, секретар     |
| Політична партія Всеукраїнське об'єднання «Батьківщина» |                                 |                       |         |                                               |                                          |
| 12                                                      | Перев'язко Володимир Андрійович | 01.11.2010            | вища    | член Всеукраїнського об'єднання «Батьківщина» | пенсіонер                                |
| Самовисування                                           |                                 |                       |         |                                               |                                          |
| 1                                                       | Білова Катерина Миколаївна      | 01.11.2010            | середня | позапартійна                                  | тимчасово не працює                      |
| 4                                                       | Михайленко Оксана Григорівна    | 01.11.2010            | вища    | позапартійна                                  | Шестеринський НВК, вчитель               |
| 5                                                       | Штанько Надія Андріївна         | 01.11.2010            | середня | позапартійна                                  | пенсіонер                                |
| 6                                                       | Червінська Інна Василівна       | 01.11.2010            | вища    | позапартійна                                  | Шестеринський НВК, вчитель               |
| 8                                                       | Сорока Надія Петрівна           | 01.11.2010            | середня | позапартійна                                  | Шестеринська сільська рада, техпрацівник |
| 9                                                       | Фесенко Варвара Степанівна      | 01.11.2010            | середня | позапартійна                                  | пенсіонер                                |
| 11                                                      | Нужна Зіна Дмитрівна            | 01.11.2010            | вища    | позапартійна                                  | Шестеринська сільська рада, бухгалтер    |
| 13                                                      | Оксагич Тетяна Іванівна         | 01.11.2010            | середня | позапартійна                                  | пенсіонер                                |
| 14                                                      | Кальченко Михайло Михайлович    | 01.11.2010            | середня | позапартійний                                 | Директор СБК                             |

## Населення
За переписом населення України 2001 року в сільській раді мешкали 452 особи.

### Мова
Розподіл населення за рідною мовою за даними перепису 2001 року:
| Мова       | Відсоток |
| ---------- | -------- |
| українська | 98,02 %  |
| російська  | 1,98 %   |